# Méhpempő

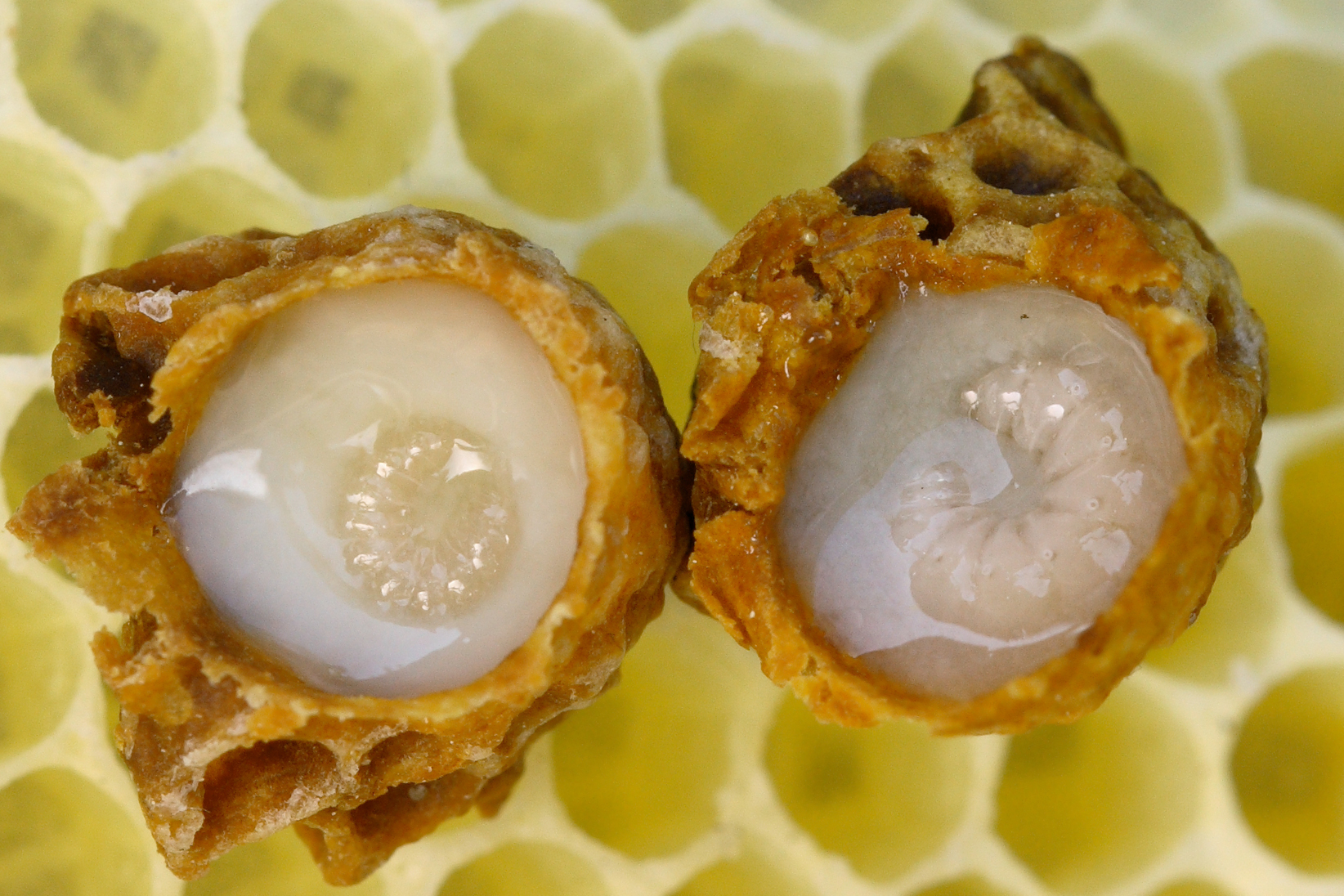
Méhpempőben úszó anyalárvák

A méhpempő a méhek garatmirigyében termelődő fehéres, tejszerű, sárgás színű, savanykás, szúrós illatú anyag, mely megfelelő tárolási körülmények nélkül megbarnul, és hamar elveszíti bioaktív hatását. A méhpempő elsősorban a méhanya tápláléka, de élete első három napján minden méhlárva ezt a táplálékot kapja. A méhpempő sok összetevőből áll; tartalmaz fehérjét, zsiradékot, cukrot, vitamint, ásványi anyagot, nyomelemet, enzimeket. Sokáig a különböző tartósító eljárások sem tudták teljesen megőrizni a méhpempő biológiai aktivitását. A legmodernebb technikával (liofilezéssel) tartósított méhpempő két évig is megőrzi bioaktív tulajdonságát.

## Összetétele
A méhpempő többek között tartalmaz fehérjéket, szénhidrátokat, B5 és B6-vitamint, nyomokban C-vitamint és nyomelemeket. A legfontosabb összetevők:
- 11–23% cukor, ebből 11% egyszerű cukor
- 60–70% víz
- 9–18% nyers fehérje és aminosavak
- 4–8% zsír
- tiamin, riboflavin, piridoxin, niacin, pantoténsav, biotin, folsav, szterin, biopterin és neopterin, ásványi anyagok és nyomelemek
- 4-hidroxibenzoesavmetilészter mint természetes tartósítószer
- enzimek, antibiotikumok

Nem tartalmaz A-, D-, E- vagy K-vitamint.
Az anyává fejlődést egyetlen fehérje, a royalaktin váltja ki.

## Kinyerése
A méhpempőt a fiatal dolgozók garatmirigye termeli, melynek ember általi kinyerését pempőzésnek hívják. A legtöbb méhészet hobbiméhészet, és nem foglalkozik ilyen aprólékos munkával. A pempőzéshez különféle speciális eszközökre is szükség van.
A pempőzéshez eltávolítják a családból az anyát, és anyabölcső-kezdeményeket adnak, benne anyaálcákkal. A pempő kinyeréséhez az álcákat három nap után el kell távolítani. Egy család egy szezon alatt körülbelül 500 g méhpempő termelésére képes. A pempőt azért az anyabölcsőkből nyerik, mivel ezekben található belőle a legtöbb, és a dolgozólárvák azonnal el is fogyasztják a méhpempőt, amit kapnak. A méhpempő begyűjtéséhez steril körülményekre van szükség; csíramentes környezetben, steril üvegedényben kell tárolni, fénytől, hőtől és levegőtől védett helyen, 2 °C hőmérsékleten. A méhpempőhöz tartósítás céljából lehet adni mézet vagy viaszt is.
Az anya eltávolítása extrém stresszhelyzetet okoz a családnak, és ez a súlyos beavatkozás a méhcsalád életébe kerülhet, így a természetközeli méhészkedéstől távol áll ez a tevékenység.

## Lehetséges élettani hatásai
A méhpempőnek tulajdonított hatásokat egyes emberek megtapasztalják, mások nem. Nem végeztek széleskörű tudományos vizsgálatokat minden, alább felsorolt hatás vizsgálatára.
- csökkentheti a koleszterin szintjét a vérben[5]
- asztmások egy részénél allergiás reakciót válthat ki[5]

Az Európai Élelmiszerbiztonsági Hivatal szerint nincs elég bizonyíték arra, hogy a méhpempő egészséges az emberek számára. Az Amerikai Egyesült Államokban több szövetségi szerv is fellépett azokkal szemben, akik a méhpempőt annak pozitív egészségügyi hatásaival reklámozták.

## Fogyasztása
A propoliszhoz hasonlóan a méhpempőt is hasznosítják táplálékkiegészítőként és kozmetikai készítményekhez.
Magas fehérje- és aminosav tartalma miatt allergiás tüneteket okozhat, például bőrkiütéseket, az arc duzzadását, a vérnyomás leesését, asztmás rohamot, hányást, hasmenést, néha anafilaxiás sokkot is. A méhpempőre allergiások aránya a népességben nem ismert, de nagyobb eséllyel allergiások rá azok, akiknek más allergiájuk is van.

## Szerepe a méhek egyedfejlődésében
Már régóta feltételezik, hogy a méhpempős táplálás miatt lesz anya abból a petéből, amiből dolgozó is lehetne. Ez a különbség hozzájárul a méhpempő népszerűségéhez, és csodaszerként való reklámozásához.
Ezt bizonyítja egy 2011-es japán tanulmány. A kutatók izoláltak egy fehérjét – a royalaktint – a méhpempőből, és ezzel a Drosophila melanogaster (gyümölcsmuslica) anyaszerű példányait sikerült felnevelniük. Ezeknek mind méretük, mind termékenységük megnőtt.
2008-ban ausztrál kutatók változásokat észleltek a DNS metilezésében a méhpempőről a virágporos-mézes táplálásra való áttéréskor. Ez kikapcsolta egyes gének átírását. Ha megakadályozták a metileződést, akkor anyák fejlődtek, működőképes petefészekkel. Az anya és a dolgozó a környezetileg szabályozott filogenetikai polimorfia legismertebb példája, ami nagyon sok tulajdonságot szabályoz, úgymint az élettartamot és a termékenységet. Az anyának kiválasztott lárvát bőségesen ellátják méhpempővel, ezzel molekuláris események sorozatát indítják el benne, aminek eredményeként anya fejlődik.
A méhanya ugyanolyan petéből lesz, mint a dolgozó, csak a dolgozóálca az első három nap után mézet és virágport kap; a hereálcákat is így táplálják. Az anya kifejlett korában is főként méhpempőn él; ez biztosítja a fehérjét, ami szikanyagként a petékbe kerül. Csak télen vagy rajzás közeli állapotban hagy fel a méhpempő fogyasztásával. Ha van fiatal fiasítás, és a dolgozók anyát akarnak váltani, akkor egy dolgozósejtre anyabölcsőt húznak, és a benne levő álcából anyát nevelnek.
A méhpempő közvetítésével jutnak el a kaptárba hurcolt zsákmányból származó patogének fehérjetöredékei a méhanyához és – életük első három napjában – a dolgozóálcákhoz. Ezek az antigének – mintegy „védőoltásként” – immunválaszt váltanak ki a fejlődő rovarokban.

## Fordítás
- Ez a szócikk részben vagy egészben  a   Gelée Royale című német Wikipédia-szócikk fordításán alapul.  Az eredeti cikk szerkesztőit annak laptörténete sorolja fel. Ez a jelzés csupán a megfogalmazás eredetét és a szerzői jogokat jelzi, nem szolgál a cikkben szereplő információk forrásmegjelöléseként.
- Ez a szócikk részben vagy egészben  a   Royal jelly című angol Wikipédia-szócikk fordításán alapul.  Az eredeti cikk szerkesztőit annak laptörténete sorolja fel. Ez a jelzés csupán a megfogalmazás eredetét és a szerzői jogokat jelzi, nem szolgál a cikkben szereplő információk forrásmegjelöléseként.